# 373
373（三百七十三、さんびゃくななじゅうさん）は自然数、また整数において、372の次で374の前の数である。

## 性質
- 373は74番目の素数である。1つ前は367で、次は379。
  - 約数の和は374。
- 47番目の回文数である。1つ前は363、次は383。
  - 13番目の回文素数である。1つ前は353、次は383。
- 373 のどこで区切っても必ず素数と素数に分かれる最大の素数である。1つ前は73。(オンライン整数列大辞典の数列 A085823)
  - 29番目の左切り捨て可能素数である。1つ前は367、次は383。
  - 20番目の右切り捨て可能素数である。1つ前は317、次は379。
- すべての桁が素数である50番目の数である。1つ前は372、次は375。(オンライン整数列大辞典の数列 A046034)
  - すべての桁が素数で素数になる16番目の数である。1つ前は353、次は523。(オンライン整数列大辞典の数列 A019546)
  - 数字を入れ替えた337、733もまた素数である。
    - 3,7,3 からできるどの3桁の整数もすべて素数となる19番目の数である。1つ前は337、次は733。(オンライン整数列大辞典の数列 A003459)
    - 各桁の並び順を変えないで入れ替えてできる数がすべて素数となる20番目の数である。1つ前は337、次は719。(オンライン整数列大辞典の数列 A068652)

  - 3 と 7 を使った4番目の素数である。1つ前は337、次は733。(オンライン整数列大辞典の数列 A020463)
    - 37…73 の形の最小の素数である。次は377777777777773。(オンライン整数列大辞典の数列 A056255)
- 末尾の2桁が73の3番目の素数である。1つ前は173、次は673。(オンライン整数列大辞典の数列 A244774)
- 連続する5つの素数の和で表せる19番目の数である。1つ前は351、次は395。
373 = 67 + 71 + 73 + 79 + 83
  - 5つの連続素数和が素数になる11番目の数である。1つ前は331、次は421。
- 373 = 32 + 52 + 72 + 112 + 132
  - 異なる5つの素数の平方の和で表せる最小の素数である。
  - 5連続素数の平方和で表せる2番目の数である。1つ前は208、次は653。
- 各位の和が13になる28番目の数である。1つ前は364、次は382。
  - 各位の和が13になる数で素数になる8番目の数である。1つ前は337、次は409。(オンライン整数列大辞典の数列 A106755)
  - 各位の和が素数になる素数で、自身を作る数すべてが素数になる10番目の数である。1つ前は353、次は557。(オンライン整数列大辞典の数列 A062088)
- 373 = 72 + 182
  - 異なる2つの平方数の和で表せる113番目の数である。1つ前は370、次は377。(オンライン整数列大辞典の数列 A004431)
- 373 = 22 + 122 + 152 = 62 + 92 + 162
  - 3つの平方数の和2通りで表せる92番目の数である。1つ前は370、次は376。(オンライン整数列大辞典の数列 A025322)
  - 異なる3つの平方数の和2通りで表せる73番目の数である。1つ前は370、次は376。(オンライン整数列大辞典の数列 A025340)
- n を素数としたとき、nの逆数の循環節の長さが(n-1)/2となる、23番目の数である。1つ前は359、次は401。(オンライン整数列大辞典の数列 A097443)

## その他 373 に関連すること
- 国際電話番号の373は、モルドバ。
- 水の沸点は約373K。
- JR東海373系電車は、特急形電車。
- イギリス国鉄373形電車は、ユーロスターの鉄道車両。
- 『バッジ373』（en:Badge 373）は、ロバート・デュヴァル主演のアメリカ映画。
- 伊号第三七三潜水艦は、大日本帝国海軍の潜水艦。
- ショー (USS Shaw, DD-373) は、アメリカ海軍の駆逐艦。
- リザードフィッシュ (USS Lizardfish, SS-373) は、アメリカ海軍の潜水艦。
- D.373は、フランスの戦闘機。
- 語呂合わせで「みなみ（南）」と読むことができる。例として、南日本新聞のURLはhttp://373news.com/。